# مطبخ صغير

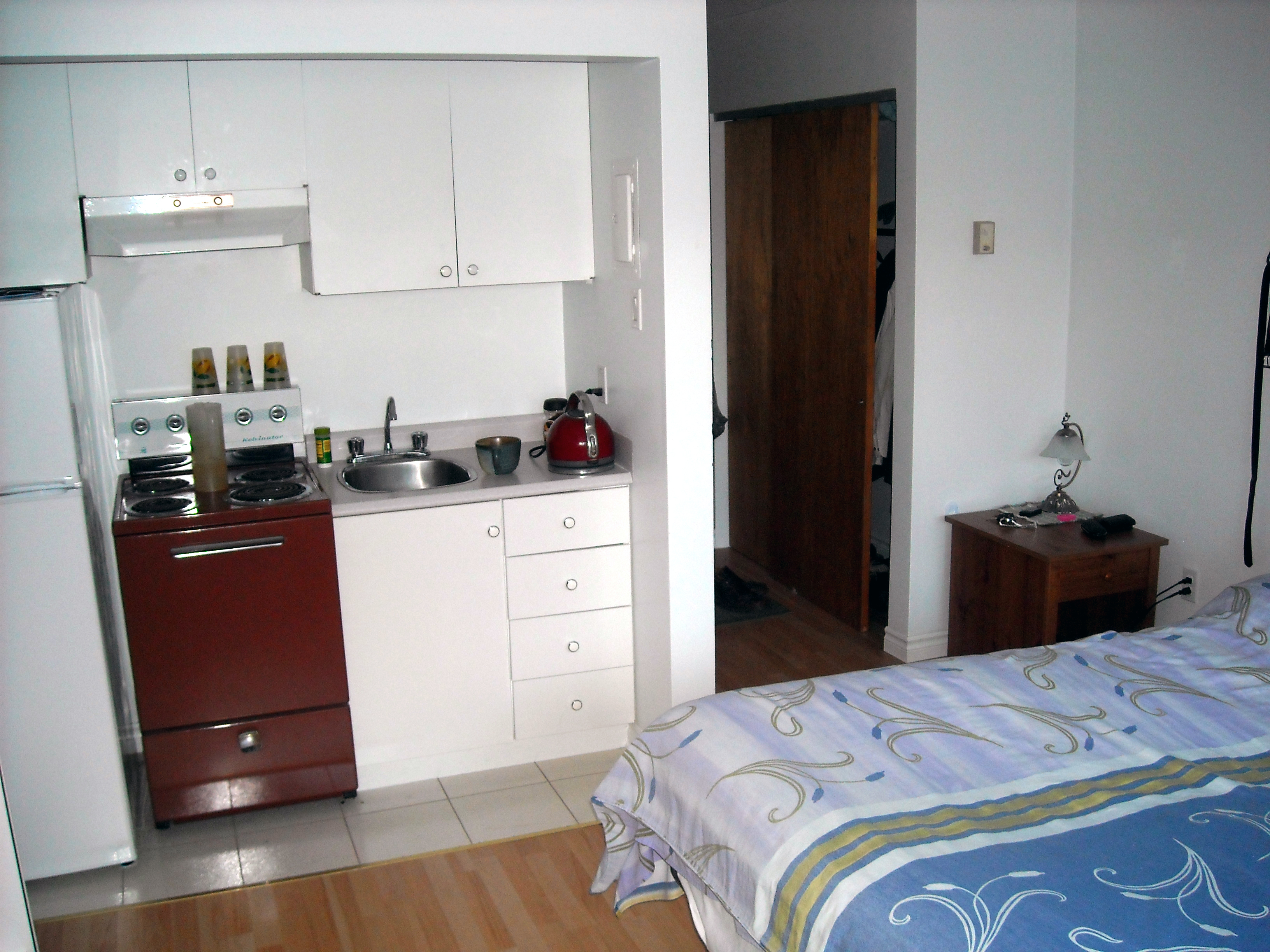
مثال على مطبخ صغير يقع في شقة استوديو صغيرة من شيربروك، كيبيك، كندا.

المُطَيبِخ أو المطبخ الصغير (بالإنجليزية: Kitchenette)‏ هو مطبخ صغير الحجم في بعض النزل وغرف الفنادق والشقق الصغيرة والسكن الجامعي أو المكاتب، وعادة ما يتألف من ثلاجة صغيرة وفرن ميكروويف أو صفيحة ساخنة وحوض غسيل.

## الحجم
يحدد قانون البناء في مدينة نيويورك أن مساحة المطبخ الصغير تكون أقل من 7.4 متر مربع.